# دشمنان ملت (فیلم ۱۹۹۶)
دشمنان ملت (انگلیسی: Public Enemies) یک فیلم سینمایی آمریکایی در ژانر زندگینامه‌ای به کارگردانی مارک ال. لستر است که در سال ۱۹۹۶ منتشر شد. از بازیگران می‌توان به ترزا راسل، اریک رابرتز، آلیسا میلانو، جیمز مارسدن و گوین هریسون اشاره کرد.